# 1209
- Wikisource

| Calendário gregoriano                                                        | 1209 MCCIX                                            |
| Ab urbe condita                                                              | 1962                                                  |
| Calendário arménio                                                           | 658 – 659                                             |
| Calendário bahá'í                                                            | -635 – -634                                           |
| Calendário budista                                                           | 1753                                                  |
| Calendário chinês                                                            | 3905 – 3906 Início a 7 de fevereiro (aproximadamente) |
| Calendário copta                                                             | 925 – 926                                             |
| Calendário etíope                                                            | 1201 – 1202                                           |
| Calendários hindus - Vikram Samvat - Calendário nacional indiano - Cáli Iuga | 1264 – 1265 1130 – 1131 4309 – 4310                   |
| Calendário Holoceno                                                          | 11209                                                 |
| Calendário islâmico                                                          | 605 – 606                                             |
| Calendário judaico                                                           | 4969 – 4970                                           |
| Calendário persa                                                             | 587 – 588                                             |
| Calendário rúnico                                                            | 1459                                                  |
| Calendário solar tailandês                                                   | 1752                                                  |

1209 (MCCIX, na numeração romana) foi um ano comum do século XIII do Calendário Juliano, da Era de Cristo, e a sua letra dominical foi D (53 semanas), teve início a uma quinta-feira e terminou também a uma quinta-feira.
No reino de Portugal estava em vigor a Era de César que já contava 1247 anos.
| Ano completo                        |
| ----------------------------------- |
| Ano comum com início à quinta-feira |

## Eventos
- Início da Cruzada contra os Cátaros.
- Genghis Khan lança sua campanha contra o reino vizinho de Xi Xia.
- São Francisco de Assis funda a Ordem dos Frades Menores.
- É fundada a Universidade de Cambridge na Inglaterra.

## Mortes
- Fevereiro - Afonso II da Provença n. 1180, foi conde da Provença, Millau e de Gavaldá.
- Azalais de Porcairagues, Senhora de Roquemartine e trovadora Língua occitana dos século XII, n. 1095.